# Agyphantes
Agyphantes es un género de arañas araneomorfas de la familia Linyphiidae. Se encuentra en Rusia asiática. 

## Lista de especies
Según The World Spider Catalog 12.0:
- Agyphantes sajanensis (Eskov & Marusik, 1994)
- Agyphantes sakhalinensis Saaristo & Marusik, 2004